# Thiago Miracema
Thiago de Sousa Bezerra, meglio noto come Thiago Miracema (Miracema do Tocantins, 8 dicembre 1987), è un ex calciatore brasiliano, di ruolo centrocampista.

## Carriera
Ha giocato nella massima serie dei campionati bulgaro ed azero.